# Vicente Sierra Sanz
Vicente Sierra Sanz, conocido como Sierra Sanz (Bétera, Valencia, 9 de septiembre de 1914 - enero de 2006), fue un futbolista español que jugaba de centrocampista y que desarrolló la parte central de su carrera futbolística los clubes del Valencia CF, FC Barcelona, y Hércules CF.

## Biografía
De los primeros años del UD Bétera, salió un jugador profesional que tras militar con el Burjassot CF en la Segunda División, ficharía posteriormente por el Valencia CF (temporada 1940/41), proclamándose ganador del primer título de copa y de la primera liga del equipo valencianista en la temporada 41/42. Después fue fichado por el FC Barcelona, y más tarde acabaría jugando en el Hércules de Alicante Club de Fútbol, así como en el Levante UD.

## Clubes
| Club                     | País   | Año       |
| ------------------------ | ------ | --------- |
| Burjassot Club de Futbol | España | 1939-1940 |
| Valencia CF              | España | 1940-1942 |
| FC Barcelona             | España | 1942-1945 |
| Hércules CF              | España | 1945-1946 |

## Títulos

### Campeonatos nacionales
| Título       | Club         | País   | Año       |
| ------------ | ------------ | ------ | --------- |
| Liga         | Valencia CF  | España | 1941-1942 |
| Copa del Rey | Valencia CF  | España | 1941      |
| Liga         | FC Barcelona | España | 1944-1945 |